# 朱雀2号
朱雀2号（すざく2ごう, 英語: Zhuque-2, ZQ-2, 簡体字: 朱雀二号; 拼音: Zhūquè èr hào）は、中華人民共和国の民間企業であるランドスペース社が開発した中型ロケットである。液体酸素と液体メタンを使用する液体燃料ロケットであり、世界で初めて衛星軌道に到達したメタン系ロケットである。

## 設計
朱雀2号は離陸重量216tの中型ロケットである。1段目には、メタンを燃料とする推力67tの天鵲12エンジンを4基使用する。 2段目には推力80tの真空バージョンの天鵲12エンジンを1基使用する他、バーニアスラスタとして推力8tの天鵲11エンジンも使用する。
朱雀2号の初期型は低軌道 (LEO) に4,000 kg、または高度500 kmの太陽同期軌道 (SSO) に1,500 kgのペイロードを投入する能力を持つ。将来的にはLEOに6,000 kg、またはSSOに4,000 kgの打ち上げ能力となることが計画されている。

## 歴史
2019年5月、ランドスペースは浙江省湖州市の試験工場で、液体メタンと液体酸素を燃料とする天鵲12ロケットエンジンの燃焼試験を実施した。ランドスペースの研究開発部門長のGe Mingheは、天鵲12エンジンは80tの推力を持つと語った。ランドスペースCEOの张昌武は、湖州の工場では2022年から約15機の朱雀2号と200基の天鵲12エンジンが生産できるようになると述べた。
2022年12月14日、ランドスペースは朱雀2号の初打ち上げを試みたが、2段目のメインエンジンの燃焼までは完全に成功したと思われた一方、2段目のバーニアエンジンが早期に停止してしまい、衛星軌道には到達できなかった。しかしこの打ち上げにより、メタンを燃料とするロケットによる世界初の宇宙空間への到達を果たした。
2023年3月、ランドスペースが2機目の朱雀2号の組み立てが完了したこと、ならびに数か月以内に打ち上げを行うべく準備を進めていることが確認された。
2023年7月12日、朱雀2号は2回目の打ち上げに成功し、史上初の軌道に到達したメタンを燃料とするロケットとなった。

## 打ち上げ実績
| No | 形式    | 打上日時 (UTC)       | ペイロード                 | 軌道 | 発射場 | 成否 | 備考                                                                   |
| -- | ------- | -------------------- | -------------------------- | ---- | ------ | ---- | ---------------------------------------------------------------------- |
| Y1 | 朱雀2号 | 2022年12月14日 08:30 | 不明                       | SSO  | 酒泉   | 失敗 | 1段目は成功。メタン系ロケットによる史上初の宇宙空間（高度100km）到達。 |
| Y2 | 朱雀2号 | 2023年7月12日 01:00  | ペイロード無し（試験飛行） | SSO  | 酒泉   | 成功 | メタン系ロケットによる史上初の衛星軌道到達。                           |
| Y3 | 朱雀2号 | 2023年12月9日 01:00  | 鴻鵠、鴻鵠2号、天儀33      | SSO  | 酒泉   | 成功 | メタン系ロケットによる史上初の衛星打ち上げ成功。                       |